# Меттью Перрі (актор)
Меттью Ленгфорд Перрі (англ. Matthew Langford Perry; 19 серпня 1969, Вільямстаун, Массачусетс, США — 28 жовтня 2023, Лос-Анджелес, США) — американо-канадський актор, Перрі був запрошеним актором в «Еллі Макбіл» і «Західному крилі», а також брав участь в озвучуванні епізоду «Сімпсонів». Найбільш відомий роллю Чендлера Бінга в серіалі «Друзі», а також Ніколаса «Оза» Озеранскі у фільмі «Дев'ять ярдів» та його продовженні — «Десять ярдів».

## Життєпис
Хоча Меттью Перрі народився у Вільямстауні, Массачусетс, США, але виріс в Оттаві (Канада). Його батько — актор Джон Беннетт Перрі, мати — С'юзанн Перрі (була прес-секретарем канадського прем'єр-міністра П'єра Трюдо). Його батьки розлучилися й одружилися вдруге. Вітчим Меттью — канадський диктор NBC Кейт Моррісон, а його мачуха — Деббі Перрі. У нього чотири сестри і один брат. В Оттаві Меттью закінчив середню школу Роккліфф-Парк і коледж Ешбері, навчався також у коледжі Лісгар.

### Кар'єра
Після середньої школи він вступив до коледжу Glebe Collegiate Institute в Оттаві. Перші кроки на акторському терені Перрі зробив ще навчаючись у школі, в шоу «Наше Місто», де він грав героя Джорджа Гіббса, і з'явився як новачок в постановці «Чудотворець». Петті Дюк відвідала постановку і похвалила переконливу гру молодого Перрі. Він також грав у постановці «Звуки музики». Режисер Тім Хіллмен планував постановку «Людина Слон» і хотів дати Перрі роль Джона Мерріка. Разом з ним повинні були грати Ванесса Сміт і Лайза Кеппс. Після того як Перрі потрапив у шоу «Ніч у житті Джиммі Ріардон» з Рівером Феніксом, він пішов з «Людини Слона» і закінчив виступати як актор в середній школі.
Після роботи на телебаченні він хотів вступити до Університету Південної Каліфорнії, але коли йому запропонували провідну роль Чеза Рассела в серіалі «Другий Шанс», він переключився на акторство.
Перрі спочатку грав головну роль разом з Кіл Мартін, прем'єра відбулася в 1987 р., але після 13 серій змінилися формат і назва: «Другий Шанс» став називатися «Хлопчаки є Хлопчаки», Перрі став виконувати головну роль, і сюжет перефокусувався на пригоди Чеза і його друзів.
Незважаючи на зміну, шоу протрималося лише один сезон. Коли воно закінчилося, Перрі залишився в Лос-Анджелесі і почав працювати в шоу «Зростаючий біль», в якому він грав друга героїні Керол, який помирає в лікарні від ран після автомобільної аварії.

### Особисте життя
Він зустрічався з Ясмін Бліт у 1995 році, Джулією Робертс з 1995 по 1996 рік і з Ліззі Каплан з 2006 по 2012 рік. У листопаді 2020 року Перрі заручився з літературною менеджеркою Моллі Гурвіц. У 2021 році пара розірвала заручини.
Метью Перрі протягом життя боровся із алкогольною та наркотичною залежністю. Він став залежним спочатку від алкоголю, а потім від вікодину (знеболювальний засіб), який було прописано йому після аварії на водному мотоциклі в 1997 році. Як зізнався актор, він майже не пам'ятає 3 роки життя. Щодня він міг приймати 55 таблеток вікодину. Він вперше потрапив на реабілітацію в 1997 році провівши 28 днів у закладі для боротьби із залежністю. У травні 2000 року він потрапив до медичного центру з приводу панкреатиту, запалення підшлункової залози внаслідок зловживання алкоголем. У лютому 2001 року він потрапив у реабілітаційний центр через залежність від вікодину, метадону, амфетамінів і алкоголю. І на тривалий час позбувся залежності.
У 2011 році актор приєднався до зіркової делегації під час зустрічі з ключовими членами Конгресу на спеціальному брифінгу перед групою Палати представників США з питань залежності, лікування та одужання. Перрі з колегами-акторами закликали політиків збільшити фінансування інституції, яка є альтернативою ув'язненню. Інституція спрямовна на те, щоб замість переслідування і ув'язнення правопорушників із залежностями забезпечити їм реабілітацію та освіту, що в перспективі зменшить кількість повторно ув'язнених.
Згодом актор розповів, що він 15 разів проходив реабілітацію і відвідав сумарно 6000 зустрічей Анонімних алкоголіків.
Актор страждав на синдром наркотичної кишки, спричинений надмірним вживанням опіоїдів. У 2018—2019 році Перрі провів п'ять місяців у лікарні через перфорацію шлунково-кишкового тракту. Він провів два тижні у комі й дев'ять місяців використовував колостомний мішок. Після госпіталізації лікарі повідомили родині актора, що у нього два відсотки шансів вижити. Його підключили до апарату ЕКМО, який фактично дихав за нього.
Деталі про стосунки, кар'єру і лікування Метью Перрі описав у мемуарах «Друзі, коханки і велика халепа», які вийшли друком в Америці 1 листопада 2022 року, а в червні 2023 — в Україні у видавництві «Наш Формат» (переклад Анни Марховської).

## Смерть
Помер 28 жовтня 2023 року у віці 54 років. Тіло Меттью знайшли в джакузі його будинку в районі Лос-Анджелеса. На місці події не було слідів наркотиків, смерть була не насильницькою.
Похований 3 листопада на приватному цвинтарі «Форест-Ловн» у Лос-Анджелесі, неподалік студії  Warner Bros. На церемонії прощання були присутні родичі актора та п'ятеро колег-виконавців головних ролей у серіалі «Друзі» — усього близько 20 осіб.
Розслідування смерті не було закрито одразу, у червні 2024 року стало відомо, що кількох людей можуть звинуватити у смерті Метью Перрі. У серпні 2024 року в рамках справи було заарештовано принаймні одного лікаря, який міг бути причетним до смерті актора. Також було затримано кількох дилерів, які були причетними до передачі Перрі кетаміну. Через вплив цього препарату, на думку судмедекспертів, Перрі й помер.

## Фільмографія
| Рік       |     | Українська назва                          | Оригінальна назва                                           | Роль                        |
| --------- | --- | ----------------------------------------- | ----------------------------------------------------------- | --------------------------- |
| 1979      | с   |                                           | 240-Robert                                                  | Артур                       |
| 1983      | с   |                                           | Not Necessarily the News                                    | Боб                         |
| 1985      | с   |                                           | Charles in Charge                                           | Ед Стенлі                   |
| 1986      | с   | Срібні ложки                              | Silver Spoons                                               | Деві                        |
| 1987—1988 | с   | Другий шанс                               | Second Chance                                               | Чаз Рассел                  |
| 1987      | тф  | Ранок Меггі                               | Morning Maggie                                              | Бредлі Макалістер           |
| 1988      | тф  | Танці до світанку                         | Dance 'Til Dawn                                             | Роджер                      |
| 1988      | ф   | Одна ніч з життя Джиммі Рирдона           | A Night in the Life of Jimmy Reardon                        | Фред Робертс                |
| 1988      | с   | 10 з нас                                  | Just the Ten of Us                                          | Ед                          |
| 1988      | с   | Шлях на небеса                            | Highway to Heaven                                           | Девід Гастінгс              |
| 1989      | с   | Порожнє гніздо                            | Empty Nest                                                  | Білл у 18                   |
| 1989      | с   | Проблеми зростання                        | Growing Pains                                               | Сенді                       |
| 1989      | ф   | Вона некерована                           | She's Out of Control                                        | Тімоті                      |
| 1990      | тф  | Називайте мене Анна                       | Call Me Anna                                                | Дезі Арнез молодший         |
| 1990      | с   | Сідней                                    | Sydney                                                      | Біллі Келлс                 |
| 1990      | с   | Хто тут Бос?                              | Who's the Boss?                                             | Бенджамін Доусон            |
| 1991      | с   | Беверлі-Гіллз, 90210                      | Beverly Hills, 90210                                        | Роджер Азарян               |
| 1992      | с   | Рідня                                     | Sibs                                                        |                             |
| 1992      | с   | Як у кіно                                 | Dream On                                                    | Алекс Фермер                |
| 1993      | с   |                                           | Home Free                                                   | Метт Бейлі                  |
| 1993      | тф  | Смертельні стосунки                       | Deadly Relations                                            | Джордж Вестерфілд           |
| 1994      | тф  |                                           | L.A.X. 2194                                                 | Блейн                       |
| 1994      | тф  | Паралельні життя                          | Parallel Lives                                              | Віллі Моррісон              |
| 1994      | ф   | Надходження                               | Getting In                                                  | Рендалл Бернс               |
| 1994—2004 | с   | Друзі                                     | Friends                                                     | Чендлер Бінг                |
| 1995      | с   | Шоу Джона Ларрокетта                      | The John Larroquette Show                                   | Стівен                      |
| 1995      | с   | Кароліна в Нью-Йорку                      | Caroline in the City                                        | Чендлер Бінг                |
| 1997      | ф   | Дурні завжди поспішають                   | Fools Rush In                                               | Алекс Вітман                |
| 1998      | ф   | Майже герої                               | Almost Heroes                                               | Леслі Едвардс               |
| 1999      | ф   | Танго втрьох                              | Three to Tango                                              | Оскар Новак                 |
| 2000      | ф   | Дев'ять ярдів                             | The Whole Nine Yards                                        | Ніколас «Оз» Озеранскі      |
| 2000      | ф   | Малюк                                     | The Kid                                                     | містер Вів'єн               |
| 2002      | ф   | Шахраї                                    | Serving Sara                                                | Джо Тайлер                  |
| 2002      | с   | Еллі Макбіл                               | Ally McBeal                                                 | Тодд Меррік                 |
| 2003      | с   | Західне крило                             | The West Wing                                               | Джо Квінсі                  |
| 2004      | с   | Клініка                                   | Scrubs                                                      | Мюррей Маркс                |
| 2004      | ф   | Десять ярдів                              | The Whole Ten Yards                                         | Ніколас «Оз» Озеранскі      |
| 2004      | тф  |                                           | Friends: The One Before the Last One — Ten Years of Friends | Чендлер Бінг                |
| 2005      | кф  |                                           | Friends Gag Reel: Season 9                                  | Чендлер Бінг                |
| 2005      | кф  | Команда зі штату Індіана 2: Випускний рік | Hoosiers II: Senior Year                                    | тренер Норман Дейл молодший |
| 2005      | кф  |                                           | Friday Night Lights Lost Scene                              | футболіст                   |
| 2006—2007 | с   | Студія 60 на Сансет-Стрип                 | Studio 60 on the Sunset Strip                               | Метт Албі                   |
| 2006      | тф  | Історія Рона Кларка                       | The Ron Clark Story                                         | Рон Кларк                   |
| 2007      | ф   | Нечутливий                                | Numb                                                        | Гадсон Мілбенк              |
| 2008      | ф   | Птахи Америки                             | Birds of America                                            | Моррі                       |
| 2008      | тф  | Кінець Стіва                              | The End of Steve                                            | Стів Легенда                |
| 2009      | ф   | 17 знову                                  | 17 Again                                                    | Майк О'Доннелл              |
| 2010      | вг  | Fallout: New Vegas                        | Fallout: New Vegas                                          | Бенні                       |
| 2011      | с   | Дитяча лікарня                            | Childrens Hospital                                          | Меттью Перрі                |
| 2011      | с   | Містер Саншайн                            | Mr. Sunshine                                                | Бен Донован                 |
| 2012—2013 | с   | Гарна дружина                             | The Good Wife                                               | Майк Крестева               |
| 2012—2013 | с   | На старт!                                 | Go On                                                       | Раян Кінг                   |
| 2014      | с   | Місто хижачок                             | Cougar Town                                                 | Сем                         |
| 2014      | с   | Плейхаус                                  | Playhouse Presents                                          | харизматичний чоловік       |
| 2014      | с   | Собака метальник                          | The Dog Thrower                                             | харизматичний чоловік       |
| 2015      | с   | Вебтерапія                                | Web Therapy                                                 | Тайлер Бішоп                |
| 2015—2017 | с   | Дивна парочка                             | The Odd Couple                                              | Оскар Медісон               |
| 2017      | с   | Хороша боротьба                           | The Good Fight                                              | Майк Крестева               |
| 2017      | с   |                                           | The Kennedys After Camelot                                  | Тед Кеннеді                 |
| 2021      | док | Друзі: Возз'єднання                       | Friends: The Reunion                                        | у ролі самого себе          |

### Сценарист, продюсер, режисер
| Рік       |    | Українська назва | Оригінальна назва | Роль                           |
| --------- | -- | ---------------- | ----------------- | ------------------------------ |
| 1999      | кф | Уявляючи Емілі   | Imagining Emily   | сценарист                      |
| 2004      | с  | Клініка          | Scrubs            | режисер                        |
| 2007      | ф  | Нечутливий       | Numb              | виконавчий продюсер            |
| 2008      | тф | Кінець Стіва     | The End of Steve  | сценарист, виконавчий продюсер |
| 2011      | с  | Містер Саншайн   | Mr. Sunshine      | виконавчий продюсер            |
| 2012—2013 | с  | На старт!        | Go On             | виконавчий продюсер            |

## Нагороди й номінації
| Нагорода                       | Рік  | Категорія                                                       | Робота                    | Результат |
| ------------------------------ | ---- | --------------------------------------------------------------- | ------------------------- | --------- |
| Золотий глобус                 | 2007 | Найкраща чоловіча роль мінісеріалу або телефільму               | Історія Рона Кларка       | Номінація |
| Еммі                           | 2002 | Найкраща чоловіча роль комедійного серіалу                      | Друзі                     | Номінація |
| Еммі                           | 2003 | Найкращий запрошений актор драматичного серіалу                 | Західне крило             | Номінація |
| Еммі                           | 2004 | Найкращий запрошений актор драматичного серіалу                 | Західне крило             | Номінація |
| Еммі                           | 2007 | Найкраща чоловіча роль мінісеріалу або телефільму               | Історія Рона Кларка       | Номінація |
| Еммі                           | 2021 | Найкраща спеціальна розважальна, музична або комедійна програма | Друзі: Возз'єднання       | Номінація |
| Премія Гільдії кіноакторів США | 1996 | Найкращий акторський склад у комедійному телесеріалі            | Друзі                     | Перемога  |
| Премія Гільдії кіноакторів США | 1999 | Найкращий акторський склад у комедійному телесеріалі            | Друзі                     | Номінація |
| Премія Гільдії кіноакторів США | 2000 | Найкращий акторський склад у комедійному телесеріалі            | Друзі                     | Номінація |
| Премія Гільдії кіноакторів США | 2001 | Найкращий акторський склад у комедійному телесеріалі            | Друзі                     | Номінація |
| Премія Гільдії кіноакторів США | 2002 | Найкращий акторський склад у комедійному телесеріалі            | Друзі                     | Номінація |
| Премія Гільдії кіноакторів США | 2003 | Найкращий акторський склад у комедійному телесеріалі            | Друзі                     | Номінація |
| Премія Гільдії кіноакторів США | 2004 | Найкращий акторський склад у комедійному телесеріалі            | Друзі                     | Номінація |
| Премія Гільдії кіноакторів США | 2007 | Найкраща чоловіча роль мінісеріалу або телефільму               | Історія Рона Кларка       | Номінація |
| Супутник                       | 2006 | Найкращий актор телесеріалу — драма                             | Студія 60 на Сансет-Стрип | Номінація |